# Siena (pokrajina)
Pokrajina Siena (talijanski: Provincia di Siena) je pokrajina u talijanskoj regiji Toskani. Njen glavni grad je grad Siena.

## Zemljopis
Pokrajina je podijeljena na sedam povijesnih područja:
1. Alta Val d'Elsa
2. Chianti senese
3. Gradsko područje (Monteriggioni i Siena)
4. Val di Merse
5. Crete senesi Val d'Arbia
6. Val di Chiana senese
7. Val d'Orcia i Amiata

Konfiguracija cijele pokrajine je brdsko-planinska: na sjeveru je Colline del Chianti - Monte Amiata je najviša točka na 1738 metara, a na jugu je Monte Cetona. Na zapadu su Colline Metallifere, dok Val di Chiana leži na istoku.
Povijesno gledano, pokrajina odgovara bivšoj Republici Sieni.
Glavna zanimanja su poljoprivredna (pšenica, grožđe i voće) kao i uzgoj svile. Poznato vino Chianti se proizvodi u ovoj provinciji baš kao i u drugim dijelovima Toskane, dok je Chianti Colli Senesi, međutim, ograničen samo na ovu provinciju.
Osim grada Siena glavni gradovi su Poggibonsi, Colle di Val d'Elsa, Montepulciano, Chiusi i San Gimignano.

### Općine
Ukupno je 36 općina (singular: comune) u provinciji   Arhivirana inačica izvorne stranice od 7. kolovoza 2007. (Wayback Machine).
Glavne općine po naseljenosti, prema popisu 2015., su:
| Općina              | Stanovništvo |
| ------------------- | ------------ |
| Siena               | 53,893       |
| Poggibonsi          | 29,634       |
| Colle di Val d'Elsa | 21,314       |
| Montepulciano       | 13,883       |
| Sinalunga           | 12,482       |
| Chiusi              |              |

Popos svih općina u provinciji Sieni:
- Abbadia San Salvatore
- Asciano
- Buonconvento
- Casole d'Elsa
- Castellina in Chianti
- Castelnuovo Berardenga
- Castiglione d'Orcia
- Cetona
- Chianciano Terme
- Chiusdino
- Chiusi
- Colle di Val d'Elsa
- Gaiole in Chianti
- Montalcino
- Montepulciano
- Monteriggioni
- Monteroni d'Arbia
- Monticiano
- Murlo
- Piancastagnaio
- Pienza
- Poggibonsi
- Radda in Chianti
- Radicofani
- Radicondoli
- Rapolano Terme
- San Casciano dei Bagni
- San Gimignano
- San Giovanni d'Asso
- San Quirico d'Orcia
- Sarteano
- Siena
- Sinalunga
- Sovicille
- Torrita di Siena
- Trequanda

## Vanjske poveznice
- Službene stranice  Arhivirana inačica izvorne stranice od 12. rujna 2016. (Wayback Machine) (na talijanskom)